# Джеральдін Мак-Еван
Джеральдін Мак-Еван (англ. Geraldine McEwan; ім'я при народженні: англ. Geraldine McKeown; 9 травня 1932 — 30 січня 2015) — британська акторка театру, кіно та телебачення, театральний режисер.

## Життєпис
На театральній сцені дебютувала у віці 14 років, й з того часу досить швидко досягла значних успіхів на театральній ниві — спочатку у Віндзорі, а потім й на Вест-Енді. 1988 року Джеральдін Мак-Еван виступила як театральний режисер. 1991 року отримала премію BAFTA за роль у фільмі «Не помаранчами єдиними…». 1998 року Мак-Еван з'явилася на Бродвеї у п'єсі «Стільці» Ежена Йонеско, за роль у якій її було номіновано на театральну премію Тоні.
2004 року Джеральдін Мак-Еван була обрана на головну роль у телесеріалі «Міс Марпл Агати Крісті». Вона зіграла міс Джейн Марпл у 12 епізодах (з 23-х), після чого покинула проєкт, й роль відійшла до Джулії Маккензі.
1953 року акторка вступила у шлюб з викладачем акторської майстерності Г'ю Кратвеллом. У подружжя народились двоє дітей — син Грег та дочка Клаудія. 2002 року акторка овдовіла.
1986 року Джеральдін Мак-Еван відмовилася від присвоєння їй ордена Британської імперії, а 2002 року відмовилася від звання Дами-командора цього ордена.
Джеральдін Мак-Еван померла 30 січня 2015 року в 82-річному віці у госпіталі в Гаммерсміті від наслідків інсульту, який перенесла трьома місяцями раніше.

## Вибрана фільмографія
| Рік       |    | Українська назва                                                | Оригінальна назва                          | Роль                               |
| --------- | -- | --------------------------------------------------------------- | ------------------------------------------ | ---------------------------------- |
| 1960      | ф  | Цілком серйозно                                                 | No Kidding                                 | Кетрін Робінсон                    |
| 1960      | тф | Тесс                                                            | Tess                                       | Тесс д'Ербервіль                   |
| 1969      | ф  | Танок смерті                                                    | Dance of Death                             | Еліс                               |
| 1986      | ф  | Іноземець                                                       | Foreign Body                               | леді Амманфорд                     |
| 1989      | ф  | Генріх V                                                        | Henry V                                    | Еліс                               |
| 1990      | ф  | Не помаранчами єдиними...                                       | Oranges Are Not the Only Fruit             | прийомна мати Джесс                |
| 1991      | ф  | Робін Гуд: Принц злодіїв                                        | Robin Hood: Prince of Thieves              | Мортіанна                          |
| 1995      | тф | Пророк Мойсей: Вождь-визволитель                                | Moses                                      | Міріам                             |
| 1999      | ф  | Тіт — правитель Рима                                            | Titus                                      | Нянька                             |
| 1999      | с  | Червоний карлик                                                 | Red Dwarf                                  | Кассандра                          |
| 1999      | ф  | Любовний лист                                                   | The Love Letter                            | Констанція Скаттергудс             |
| 2000      | ф  | Заражений                                                       | Contaminated Man                           | Ліліан Роджерс                     |
| 2000      | ф  | Марні зусилля кохання                                           | Love's Labour's Lost                       | Олофернія                          |
| 2002      | ф  | Непорочна                                                       | Pure                                       | Нанна                              |
| 2002      | ф  | Їжа любові                                                      | Food of Love                               | Новотна, вчитель гри на фортепіано |
| 2002      | ф  | Сестри Магдалини                                                | The Magdalene Sisters                      | сестра Бріджит                     |
| 2002      | тф | Війна Керрі                                                     | Carrie's War                               | місіс Гоутобед                     |
| 2004      | ф  | Ярмарок марнославства                                           | Vanity Fair                                | леді Саутдаун                      |
| 2004      | ф  | Дитя Лазаря                                                     | The Lazarus Child                          | Джанет                             |
| 2005      | ф  | Воллес і Громіт: Прокляття кролика-перевертня                   | Wallace & Gromit: The Curse of Were-Rabbit | міс Тріпп (голос)                  |
| 2008      | ф  | Незвичайні пригоди Воллеса і Громіта: Справа про хліб та смерть | A Matter of Loaf and Death                 | міс Тріпп (голос)                  |
| 2004—2009 | с  | Міс Марпл Агати Крісті                                          | Agatha Christie's Marple                   | міс Джейн Марпл                    |
| 2010      | ф  | Позичайка Аріетті                                               | Arrietty                                   | Хару (голос в англомовній версії)  |